# إيرنيستو بالدوتشي
كان إيرنستو بالدوتشي (بالإيطالية: Ernesto Balducci)‏ (6 آب / أغسطس 1922 – 25 أبريل 1992) كاهناً إيطالياً رومانياً كاثوليكياً وناشطاً في السلام.